# Richard G. Morris
Richard Graham Michael Morris (født 1948) er en britisk neurobiolog internationalt kendt for at udvikle Morris vandlabyrint og for hans arbejde med funktionen af hippocampus. Han er direktør for Center for Kognitive og Neurale Systemer ved Edinburgh Universitet,
og Wolfson professor i neurovidenskab ved universitetet.
Siden 1997 har han været Fellow af Royal Society.
Morris blev udnævnt til Kommandør af Order of the British Empire i 2007.